# 올림픽 페루 선수단
올림픽 페루 선수단은 페루 대표로 올림픽에 참가하는 선수단이다. 페루는 19번의 하계 올림픽과 3번의 동계 올림픽에 공식 참가했다. 1952년 하계 올림픽에는 어떤 선수도 파견하지 않았다. 페루 올림픽 위원회(Peruvian Olympic Committee)는 1924년에 창설되어 1936년에 국제 올림픽 위원회의 승인을 받은 페루의 국가 올림픽 위원회이다.
페루가 처음으로 올림픽에 공식 출전한 것은 1936년 베를린 하계 올림픽이었다. 그러나 1924년 페루 올림픽 위원회가 창설되기 전에 페루의 카를로스 데 칸다모는 1900년 하계 올림픽에서 플뢰레와 에페의 두 가지 펜싱 종목에 출전했다. 페루가 처음으로 동계 올림픽에 참가한 것은 2010년 동계 올림픽이었다.
페루는 사격 종목 3개, 배구 1개 등 총 4개의 메달을 획득했다. 유일한 금메달은 1948년 하계 올림픽 남자 50m 권총에서 에드윈 바스케스(Edwin Vásquez)가 획득했다. 나머지 3개의 메달은 은메달이었다. 첫 번째 은메달은 1984년 하계 올림픽 트랩 종목에서 프란시스코 보자(Francisco Boza)가 획득했다. 페루 여자 배구 국가대표팀은 1988년 하계 올림픽에서 페루의 두 번째 은메달을 획득했고, 후안 기하(Juan Giha)는 1992년 하계 올림픽 스키트에서 세 번째 은메달을 획득했다.

## 종목별 메달 집계
| 경기 | 금 | 은 | 동 | 합계 |
| ---- | -- | -- | -- | ---- |
| 사격 | 1  | 2  | 0  | 3    |
| 배구 | 0  | 1  | 0  | 1    |
| 합계 | 1  | 3  | 0  | 4    |

## 메달리스트 목록
| 메달   | 선수 | 대회                | 종목 | 세부종목      |
| ------ | --- | ------------------- | ---- | ------------- |
| 금메달 | 에드윈 바스케스 | 1948년 런던         | 사격 | 남자 50m 권총 |
| 은메달 | 프란시스코 보사 | 1984년 로스앤젤레스 | 사격 | 남자 트랩     |
| 은메달 | 여자 배구 국가대표팀 - 루이사 세르베라 데니세 파하르도 미리암 가야르도 로사 가르시아 알레한드라 데 라 게라 소니아 에레디아 카테리네 오르니 나탈리아 말라가 가브리엘라 페레스 델 솔라르 세실리아 타이트 히나 토레알바 세나이다 우리베 | 1988년 서울         | 배구 | 여자 배구     |
| 은메달 | 후안 히아 | 1992년 바르셀로나   | 사격 | 남자 스키트   |

## 같이 보기
- 분류:페루의 올림픽 참가 선수
- 동계 올림픽에 참가한 열대 국가